# Huaining
Huaining, tidigare romaniserat Hwaining, är ett härad som tillhör Anqings stad på prefekturnivå i provinsen Anhui i östra Kina.
Huaining är indelat i 15 köpingar och fem socknar.
Köpingar (zhen):

- Chaling (茶岭镇)
- Gaohe (高河镇)
- Gongling (公岭镇)
- Hongpu (洪铺镇)
- Huangdun (黄墩镇)
- Huanglong (黄龙镇)
- Jiangzhen (江镇镇)
- Jingong (金拱镇)
- Lashu (腊树镇)
- Mamiao (马庙镇)
- Pingshan (平山镇)
- Sanqiao (三桥镇)
- Shipai (石牌镇)
- Xiaoshi (小市镇)
- Yueshan (月山镇)

Socknar (xiang):

- Leibu (雷埠乡)
- Liangting (凉亭乡)
- Qinghe (清河乡)
- Shijing (石镜乡)
- Xiushan (秀山乡)

## Källa
1. 1 2  ”China: Ānqìng Shì (Ānhuī)”. citypopulation.de. https://citypopulation.de/en/china/townships/anqing/. Läst 29 december 2024.
2. ↑  ”worldpostmarks.net”. Arkiverad från originalet den 2 januari 2015. https://web.archive.org/web/20150102101710/http://worldpostmarks.net/HTML%20Countries/china.htm. Läst 22 juli 2015.